# Louise Erixon
Louise Erixon, folkbokförd Louise Veronica Eriksson, född 7 april 1989 i Sandvikens församling i Gävleborgs län, är en svensk sverigedemokratisk politiker. Hon är kommunalråd i Sölvesborgs kommun sedan den 1 januari 2019. Hon var även kommunstyrelsens ordförande i kommunen 2019–2022.

## Uppväxt
Louise Erixon är dotter till Örjan Erixon och riksdagsledamoten Margareta Gunsdotter. Hon har berättat att hon vuxit upp med "Barnens bibel" som godnattsaga. Föräldrarna skilde sig tidigt och Louise Erixon fick under barndomen fördela tiden mellan pappans familj i Sandviken och mammans i Gävle. Hon var ganska stökig i skolan. Efter högstadiet påbörjade hon fordonsprogrammet, men hoppade av innan studierna var klara på grund av skoltrötthet, underkänd i ämnet svenska.

## Politisk karriär
Erixon blev medlem i Sverigedemokraterna som 17-åring 2006,  och var under en tid ordförande för lokalavdelningen av SD:s dåvarande ungdomsförbund, Sverigedemokratisk ungdom. År 2007 utsågs hon till förbundssekreterare för ungdomsförbundet. Vid valet 2010 fick hon en plats i både kommunfullmäktige i Gävle och landstingsfullmäktige i Gävleborg.
I november 2012 riktade Erixon stark kritik mot ungdomsförbundet för att de inte stod bakom partiledningens beslut att entlediga Erik Almqvist från sina uppdrag i partiet när denne kallat en kvinna för "hora".
I januari 2017 utsågs hon till politisk sekreterare för Sverigedemokraterna i Gävleborg, en tjänst hon hade från 1 februari 2017 till 1 juli 2018. Under den tiden var hon sjukskriven från juli 2017 till februari 2018. Hon har vidare arbetat som kanslisekreterare på partiets rikskansli och varit sekreterare åt Björn Söder, Sverigedemokraternas dåvarande gruppledare i riksdagen. Erixon är ledamot i Sverigedemokraternas kvinnoförbunds valberedning. I februari 2018 valdes hon till gruppledare för Sverigedemokraterna i Sölvesborg sedan 11 av 13 nyvalda styrelseledamöter valt att lämna sina befattningar.
Efter kommunalvalen i Sverige 2018 blev hon kommunalråd och dessutom ordförande för kommunstyrelsen i Sölvesborgs kommun genom koalitionen Samstyret som även bestod av Moderaterna, Kristdemokraterna och det lokala partiet Sölvesborg och Lister.
Sölvesborg och Erixon uppmärksammades när de beslutade att konst som ska köpas in till kommunen ska vara tidlös och klassisk snarare än utmanande samtidskonst. Detta ledde bland annat till att tidskriften Fokus 2019 utsåg Erixon till Kultursveriges mäktigaste person med motiveringen "Med Sölvesborg som experimentkammare, den första kommunen med en sverigedemokratisk koalitionsmajoritet, förverkligar hon i det lilla formatet steg för steg den nationalistiskt färgade kulturpolitik som partiet strävar mot. För varje testballong vidgas gränsen för vad som är möjligt att göra".
Efter kommunalvalet 2022 bildades ett nytt styre utan Sverigedemokraterna i kommunen, och Erixon blev andre vice ordförande i kommunstyrelsen och oppositionsråd. Hon meddelade 9 april 2025 att hon skulle lämna lokalpolitiken i Sölvesborg.

## Familj
Louise Erixon hade mellan 2011 och 2020 en relation med, och var sambo med, Sverigedemokraternas partiledare Jimmie Åkesson. De har en son född 2013, och de medverkade tillsammans i TV-programmet Skavlan den 15 september 2018. Tillsammans med musikern Peter Lundén har hon ytterligare en son, född 2023.
Erixons mor Margareta Gunsdotter (tidigare Inger Lindberg) har varit riksdagspolitiker.